# 인도-방글라데시 월경지

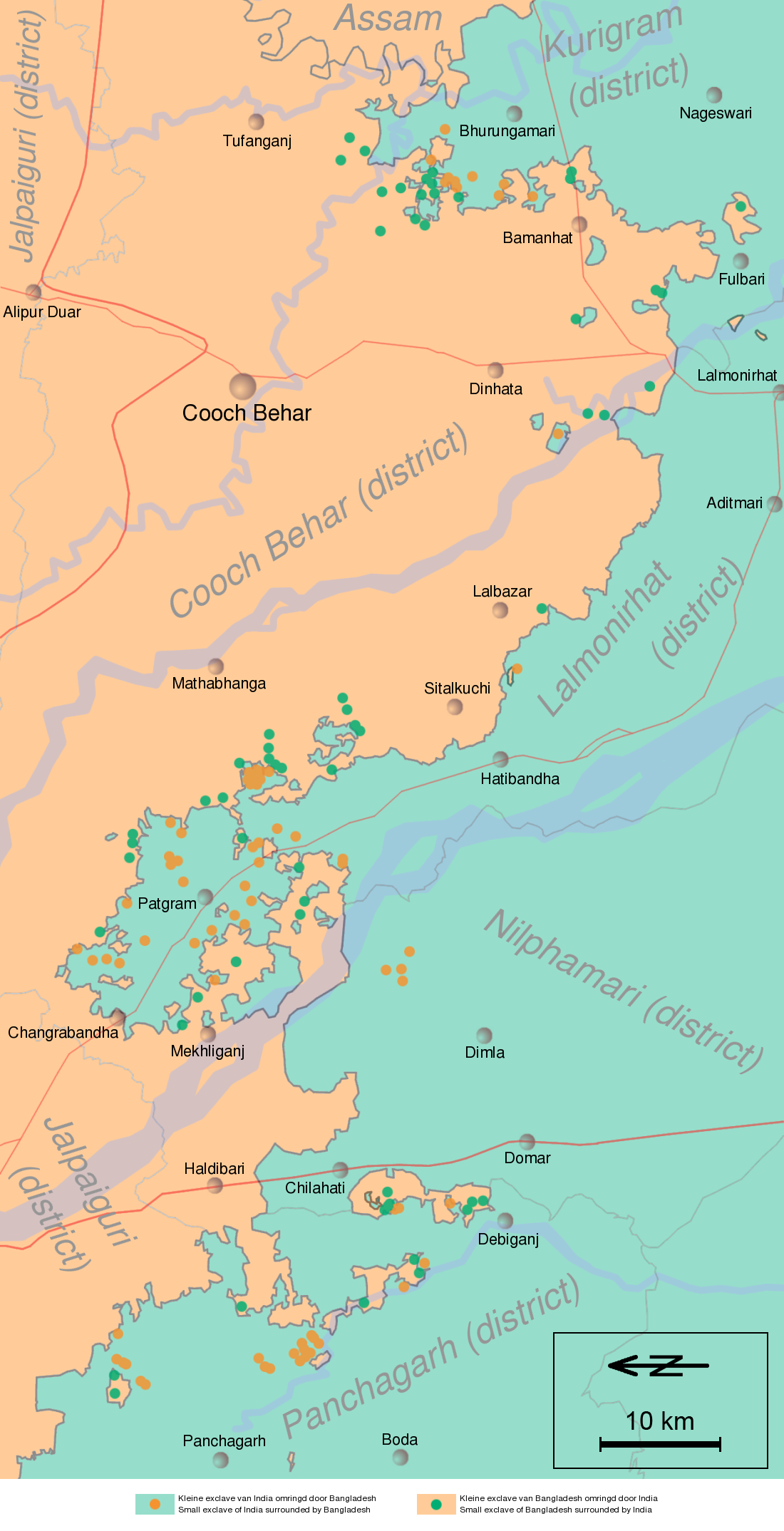
월경지의 지도. 왼쪽이 북쪽이다.

인도-방글라데시 월경지는 인도와 방글라데시사이에 생긴 월경지로 쿠치비하르(ছিটমহল)라는 이름으로도 알려져 있다. 인도의 월경지는 106개, 방글라데시의 월경지는 92개였다. 확인되지 않은 구전에 따르면 오늘날 인도쪽인 Koch Bihar의 왕과 오늘날 방글라데시쪽인 Rangpur의 왕이 카드 게임 또는 체스도박을 하며 생겼다. 인도의 분할당시 Koch Bihar는 인도로, Rangpur는 동파키스탄에 편입되어 월경지가 되었다. 1958년 영토 교환 협상이 타결되었으나 인도 대법원이 결정할 일이라는 판결에 의하여 조약이 비준되지 않았다. 1971년 방글라데시 독립 이후 1974년 다시 협상이 타결되었다. 그러나 방글라데시는 조약을 비준하였지만 인도에서는 정치적으로 민감한 문제여서 조약을 비준하지 못하였다. 2011년 이중 162개의 월경지의 주권을 상대국으로 넘기고, 주민들은 국적을 선택할 수 있도록 하는데 양국이 다시 합의하였다. 방글라데시가 먼저 조약의 비준을 마쳤고 인도는 2015년 초에 조약을 비준하면서 헌법을 개정했다. 월경지의 교환은 2015년 7월 31일에 이루어졌다.

## 같이 보기
- 바를러헤르토흐
- 바를러나사우
- 뷔징겐
- 캄피오네디탈리아